# Keezhapavur
Keezhapavur (ook wel bekend als Keelapavoor) is een panchayatdorp in het district Tenkasi van de Indiase staat Tamil Nadu. 

## Demografie
Volgens de Indiase volkstelling van 2001 wonen er 19.958 mensen in Keezhapavur, waarvan 50% mannelijk en 50% vrouwelijk is. De plaats heeft een alfabetiseringsgraad van 67%. 